# War of Ages
War of Ages — христианская металкор-группа, образованная в 2002 году в городе Эри, Пенсильвания. Группой выпущены восемь студийных альбомов и один мини-альбом.

## История группы
Группа была образована в 2002 году бывшими участниками группы Point Zero. Инициаторами создания новой группы были братья Гэмпы — Лирой и Алекс. В состав новой команды также вошёл бывший член христианской блэк-кор группы Mortal Treason бас-гитарист Ти-Джей Элфорд.
В 2003-м War of Ages записали мини-альбом Unite Us All в родном городе Эри (штат Пенсильвания). После проведённых группой небольших туров, ими заинтересовался христианский хардкор-лейбл Strike First Records. В процессе подготовки к выпуску дебютного альбома, War of Ages успели выступить с такими группами как Underoath, Becoming the Archetype, Living Sacrifice, Bury Your Dead, The Acacia Strain, As I Lay Dying, P.O.D. и Demon Hunter.
Дебютный альбом под названием War of Ages вышел в июле 2005 года под лейблом Strike First Records. На песню «Stand Your Ground» снят их первый видеоклип.
До конца года War Of Ages отыграли свыше 250 концертов при участии As I Lay Dying, Bury Your Dead, The Acacia Strain, Seventh Star, Kingston Falls, Bloodlined Calligraphy и Throwdown. Следующий альбом, Pride Of the Wicked, был выпущен под лейблом Facedown Records в сентябре 2006 года. За три последовавших месяца группа успела выступить с The Warriors, Hell Within, Full Blown Chaos и Remembering Never.
В 2007 году был выпущен перезаписанный дебютный альбом, но уже под названием Fire From The Tomb, работа над которым велась с продюсером Тимом Ламбезисом, вокалистом и основателем As I Lay Dying. После релиза, группа отправилась в продолжительный тур по США и Европе. В 2008 году выпущен альбом Arise and Conquer. В 2009 году War Of Ages под руководством Тима Ламбезиса приступили к записи нового альбома под названием Eternal. Также в работе над альбомом приняли участие басист As I Lay Dying в качестве вокалиста, а также вокалист P.O.D. Альбом вышел 13 апреля на лейбле Facedown Records.
В 2012 году был выпущен альбом Return To Life, в 2014 — Supreme Chaos, в 2017 — Alpha.
В декабре 2017 года группа выпустила свой восьмой альбом "Alpha" с участием Хэмпа, Дэниелса, Брауна и сессионного барабанщика Алекса Рюдингера, который также работал с The Faceless и 7 Horns 7 Eyes. В сентябре 2019 года группа выпустила свой девятый студийный альбом "Void" вместе с несколькими синглами. В альбоме также дебютировали участники The Burial - Илиша Маллинс на басу и Калеб Любчоу на ударных. 25 июня 2021 года War of Ages выпустили новый сингл "No Altars". 24 сентября группа выпустила еще один сингл "Pyrite" и объявила о выходе нового EP "Rhema" 29 октября.
29 июля 2022 года группа объявила, что умер ударник Калеб Любчоу, но не уточнила причину смерти. 11 августа 2023 года группа выпустила два сингла, "Dominus" и "Armageddon", из своего десятого студийного альбома "Dominion", который был выпущен 15 сентября 2023 года и содержит посмертные записи Любчоу и посвящен его памяти.

## Состав группы
| Актуальный состав - Leroy Hamp – вокал - Steve Brown – гитара - Elisha Mullins – бас - Jack Daniels – гитара | Бывшие участники - Kang Garnic — гитара - Nate Owensby — бас - Rob Kerner — ударные - Kyle Notto — гитара - Jonathan Lynch — гитара |

## Дискография
| Студийные альбомы - 2005 — War of Ages - 2006 — Pride of the Wicked - 2007 — Fire from the Tomb - 2008 — Arise and Conquer - 2010 — Eternal - 2012 — Return to Life - 2014 — Supreme Chaos - 2017 — Alpha - 2019 — Void - 2023 — Dominion Мини-альбомы - 2004 — Until Us All | Видеоклипы - «Stand Your Ground» (Режиссёр: Facedown Records (Facedown Records)) - «Strength Within» (Режиссёр: Facedown Records (Facedown Records)) - «Through the Flames» (Режиссёр: Andy Reale) - «All Consuming Fire» (Режиссёр: Andy Reale) - «Collapse» (Режиссёр: Drew Russ) - «Silent Night» (Режиссёр: DJ Cosgrove) - «Redeemer» |